# Маленчин (Козеницький повіт)
Маленчин (пол. Małęczyn) — село в Польщі, у гміні Ґрабув-над-Пилицею Козеницького повіту Мазовецького воєводства.
У 1975-1998 роках село належало до Радомського воєводства.